# Taiji (Wakayama)
Taiji (太地町?, Taiji-chō) è una cittadina del distretto di Higashimuro, nella prefettura di Wakayama, in Giappone.

## Caccia del delfino
I pescatori a Taiji sono noti per la caccia al delfino che si svolge ogni anno da settembre ad aprile ed è una delle principali attività economiche della zona. Secondo la Agenzia Giapponese per la Ricerca della Pesca, nella prefettura di Wakayama nel 2007 sono stati catturati 1.623 delfini per il consumo della carne e per la vendita ad acquari. Diversi ricercatori hanno misurato concentrazioni di mercurio particolarmente alte in abitanti di Taiji che mangiano regolarmente carne di delfino.
Un documentario intitolato The Cove è stato registrato a Taiji in segreto per cinque anni. Il film documenta le tecniche utilizzate per la cattura e uccisione dei delfini e l'alto tasso di mercurio presente nella carne di delfino di Taiji.
Il 7 marzo 2010 il filmato ha vinto un Premio Oscar come miglior documentario.